# Clouange
Clouange – miejscowość i gmina we Francji, w regionie Grand Est, w departamencie Mozela.
Według danych na rok 1990 gminę zamieszkiwały 3713 osoby, a gęstość zaludnienia wynosiła 1234 osób/km² (wśród 2335 gmin Lotaryngii Clouange plasuje się na 117. miejscu pod względem liczby ludności, natomiast pod względem powierzchni na miejscu 1174.).